# Мак Стіслінґер
Мак Стіслінґер (англ. Mac Styslinger; нар. 6 вересня 1993) — колишній американський тенісист.
Найвищу одиночну позицію світового рейтингу — 1066 місце досяг 22 липня 2013, парну — 873 місце — 21 квітня 2014 року.

## Титули ITF Ф'ючерс

### Парний розряд: (2)
| Ранг | Дата     | Турнір                   | Покриття | Партнер            | Суперники                      | Рахунок  |
| ---- | -------- | ------------------------ | -------- | ------------------ | ------------------------------ | -------- |
| 1.   | Чер 2013 | США F16, Амелія (острів) | Ґрунт    | Джармір Дженкінс   | Марсело Аревало Роберто Майтін | 6–4, 6–2 |
| 2.   | Чер 2016 | США F17, Шарлотсвілл     | Тверде   | Тай-Сон Квятковскі | Грег Джонс Рубін Стейтам       | 6–4, 6–1 |